# Gustav Havemann
Gustav Havemann (* 15. März 1882 in Güstrow; † 2. Januar 1960 in Schöneiche) war ein deutscher Geiger. Er war während der Zeit des Nationalsozialismus von 1933 bis 1935 Leiter der „Reichsmusikerschaft“ in der Reichsmusikkammer.

## Leben

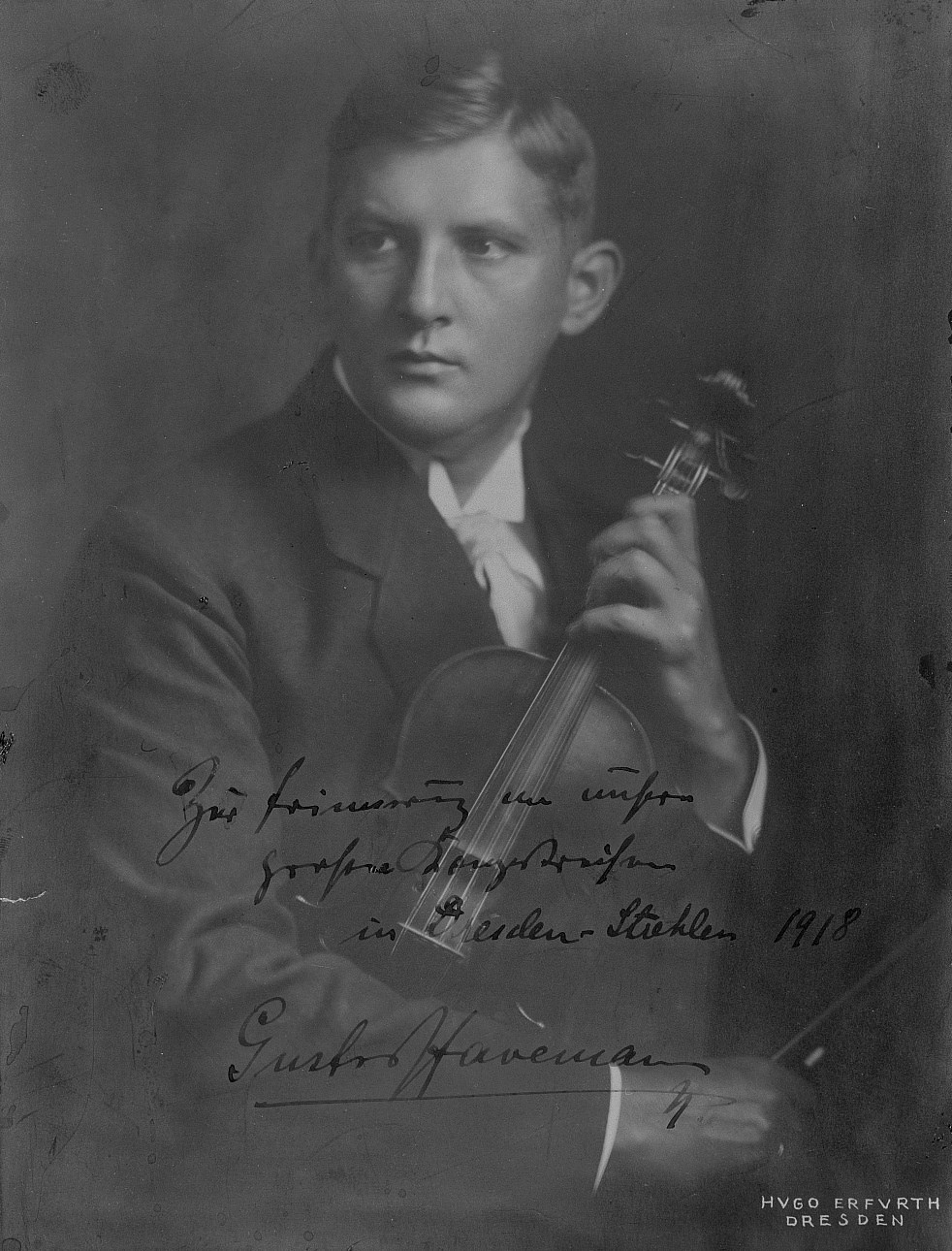
Gustav Havemann (um 1915). Foto von Hugo Erfurth

Havemann lernte das Geigespielen zuerst bei seinem Vater, dem Militärmusiker Johann Havemann. Bereits bevor er die Schule besuchte, trat er in einem Konzert auf. Nach dem Tod des Vaters wurde er durch den Mann seiner Schwester Frieda, Musikdirektor Ernst Parlow, den Sohn von Albert Parlow, sowie Bruno Ahner weiter ausgebildet und spielte am Hoforchester in Schwerin, bevor er 1898 an die Berliner Hochschule für Musik ging, wo einer seiner Lehrer Joseph Joachim war. Ab 1900 war er Konzertmeister in Lübeck, 1905 Hofkonzertmeister in Darmstadt und Hamburg, 1911 wurde er Lehrer am Leipziger Konservatorium und war von 1915 bis 1921 Konzertmeister an der Dresdner Hofoper. Nach dem Tod Henri Petris wurde er Primarius des Dresdner Streichquartetts der Königlichen Kapelle (ehemaliges Petri-Quartett). 1914 wurde sein Sohn Wolfgang Havemann geboren, der später in der antifaschistischen Widerstandsorganisation Rote Kapelle aktiv war. 1916 wurde er mit dem Orden für Kunst und Wissenschaft von Mecklenburg-Strelitz ausgezeichnet. Von 1921 bis 1945 hatte er eine Professur an der Berliner Hochschule inne.
In den frühen 1920er Jahren gründete Havemann mit Georg Kühnau, Hans Mahlke und Adolf Steiner das Havemann-Streichquartett und konzertierte international. Das Repertoire war klassisch bis modern, etwa Stücke von Alban Berg (UA (?) Streichquartett op. 3 am 2. August 1923) oder Alois Hába. Nachdem Georg Kühnau 1931 das Quartett verlassen hatte, spielte das nun sogenannte Havemann-Trio am 7. Juni desselben Jahres in Coburg Adolf Brunners Streichtrio. 1925 war Havemann Mitglied der Künstlervereinigung Novembergruppe.
Die Geigerin Bertha Havemann, geborene Fuchs (1892–1931) wurde in jungen Jahren in Darmstadt Havemanns Schülerin und 1913 in Keitum auf Sylt seine zweite Ehefrau. Bis 1921 kamen in dieser Ehe vier Kinder zur Welt. Bertha Fuchs war die Tochter des späteren Jenaer Oberbürgermeisters Theodor Fuchs.
1931 heiratete Havemann seine dritte Ehefrau, die von dem Künstler Johannes Ilmari Auerbach frisch geschiedene, 22 Jahre jüngere Ingeborg Harnack, die Schwester der späteren Widerstandskämpfer Arvid und Falk Harnack. Havemann war Mitglied im völkisch gesinnten, antisemitischen Kampfbund für deutsche Kultur. Zum 1. Mai 1932 trat er der NSDAP bei (Mitgliedsnummer 1.179.504). Mit seinem Schwager Arvid Harnack kam es häufig zu Auseinandersetzungen wegen Havemanns „Überzeugung von der Mission Hitlers“. 1932–1935 leitete Havemann das von ihm gegründete Berliner Kampfbund-Orchester, das 1934 in Landesorchester des Gaues Berlin umbenannt wurde.
Nach der „Machtergreifung“ der Nationalsozialisten schrieb er am 2. April 1933 an den Deutschen Konzertgeberbund: „Der Kampfbund für deutsche Kultur wird zu verhindern wissen, daß noch irgendwie jüdischer Einfluß im Musikleben Deutschlands verbleibt.“ Daneben arbeitete er intensiv an der Gleichschaltung des deutschen Musiklebens, insbesondere, seit er im November 1933 Mitglied des Präsidialrats der Reichsmusikkammer geworden war. Nach dem Tod des Reichspräsidenten Paul von Hindenburg gehörte er im August 1934 zu den Unterzeichnern des Aufrufs der Kulturschaffenden zur „Volksabstimmung“ über die Zusammenlegung des Reichspräsidenten- und Reichskanzleramts. Zudem war er in Das Deutsche Führerlexikon gelistet, einem offiziellen Handbuch der NS-Prominenz aus dem Jahre 1934.
Nach einer Tagebucheintragung von Joseph Goebbels vom 5. Juli 1935 ließ er jedoch an diesem Tag Havemann absetzen: „Havemann abgesetzt wegen Stellungnahme für Hindemith.“ und anschließend in die „Liste der Musikbolschewisten der NS-Kulturgemeinde“ eintragen. Eine andere Darstellung der Vorfälle besagt, dass Havemann keineswegs von Goebbels abgesetzt wurde. Nachdem sich Havemann nicht nur für Hindemith eingesetzt hatte, sondern auch für Musiker jüdischer Herkunft, die sehr zu seinem Verdruss aus seinem Orchester entfernt und durch parteikonforme, zweitklassige Musiker ersetzt worden waren, soll er 1935 Joseph Goebbels gegenüber sein „Amt“ aufgegeben haben. Da dies nicht publik werden durfte, ließ der Propaganda-Minister am Tage darauf in den Zeitungen die Version veröffentlichen, dass Havemann wegen „Unfähigkeit“ (ähnlicher Wortlaut) seines Amtes enthoben wurde. Nach noch einer anderen Version schied Gustav Havemann im Februar 1936 aus der Reichsmusikkammer mit der offiziellen Begründung, dass dies „in keiner Weise ehrenrührig, sondern rein sachlicher Art“ sei. Der Kommentar sei notwendig geworden, da Havemann Alkoholismus zum Vorwurf gemacht worden war. Sein Engagement für Hindemith war zuvor auch Wilhelm Furtwängler zum Verhängnis geworden.
Im Rahmen der Olympischen Sommerspiele 1936 fungierte Havemann als Preisrichter bei den Musikwettbewerben.
Zu seinen Schülern gehörte etwa der Violinvirtuose und Komponist Helmut Zacharias.
Ab 1942 schrieb Havemann verschiedene Beiträge für die von Goebbels kontrollierte NS-Zeitschrift Das Reich.
Nach dem Zweiten Weltkrieg lehrte Havemann in der DDR 1950 an der Musikfachschule Cottbus, von 1951 bis 1959 an der Deutschen Hochschule für Musik Ostberlin. Er starb am 2. Januar 1960 in Schöneiche bei Berlin.

## Werke
- Was ein Geiger wissen muss (1921)
- Die Violintechnik bis zur Vollendung. Deutsche Ausgabe. 1. Übungen in der ersten Lage, 2. Rhythmische Übungen, 3. Übungen f.d. Lagenwechsel, 4. Lagen, 5. Terz- und Oktavübungen. Tonger, Köln [1928]
- Konzert für Violine mit Orchesterbegleitung. Op. 3. Klavierauszug und Violinstimme. Bote & Bock (VN 20469), Berlin [1939]